# Paul van Zeeland
Paul van Zeeland, född den 11 november 1893, död den 22 september 1973, var en belgisk politiker. Han var belgisk premiärminister mellan mars 1935 och november 1937. Under hans period som premiärminister så lämnade Belgien sin allians med Frankrike och Belgien återgick till att vara ett neutralt land. Han var senare utrikesminister i många katolska regeringar mellan 1949 och 1954. Han var även ekonomisk rådgivare åt den belgiska regeringen, och till ministerrådet i Nato.